# Batalla del Fuerte Lincoya
La batalla del Fuerte Lincoya sucedió el 16 de enero de 1563 en el valle de Lincoya, Chile, como parte de la Guerra de Arauco, que enfrentaba a españoles y mapuches.

## Antecedentes
El 13 de diciembre de 1558, los mapuches, al mando del cacique Petegolen, levantaron un fuerte en las cercanías de Quiapo, muy próximo de donde los españoles tenían levantado un formidable recinto militar, haciendo incursiones hacia el territorio español. Sin embargo, en la batalla de Quiapo, los españoles, al mando de García Hurtado de Mendoza, derrotaron a los mapuches y destruyeron el fuerte.
A pesar de esto, Petegolen vio que esta táctica de construir fuertes era efectiva, y decidió construir otro, en la zona del valle de Lincoya.
Este fuerte fue construido con doble empalizada. La primera era muy resistente, pero baja, ya que un caballo la podía saltar con facilidad. La segunda, en cambio, era muy alta y bien estructurada, al estar unida por un corredor aéreo que permitía socorrer rápidamente cualquier lugar atacado. Entre ambas empalizadas se cavó un pozo que se llenó de afiladas picas apuntando al cielo, camufladas con ramas.

## La batalla
El 16 de enero de 1563 se dio la siguiente fase del plan. Algunos mapuches provocaron a los españoles con gestos soeces, como Lautaro había hecho en Concepción. Al ver esta actitud, los españoles se enfurecieron y decidieron atacar el fuerte con una estrategia parecida a la que utilizaron en Quiapo.
Un grupo de reconocimiento investigó el fuerte y detectó que sería fácilmente atacado por la caballería y que sería igualmente posible incendiarlo con facilidad, ya que era de madera. Mientras tanto, los cañones dispararon contra el fuerte y causaron bajas e incendios en el mismo.
Tras este ablandamiento inicial, se produjo el asalto de la caballería, al mando de Pedro de Villagra "el mozo", con un total de 250 jinetes, que saltaron la primera empalizada, pero cayeron en el foso. Los mapuches les tiraron flechas y los alcanzaron con las lanzas, mientras los españoles no podían ser bien socorridos. 
Ninguno de los que saltaron salvó la vida, incluyendo entre ellos al propio comandante Pedro de Villagra, el mozo. Después de esto, los españoles se retiraron.